# 鐮 (武器)
鐮是中國古代的一種兵器，是由農事中的鐮演變成戰場上的武器。

## 源流
裴錫榮的《中華古今兵械圖考》敘述鐮是形若鐮刀的砍殺器械，在中國由農具轉變為武器的時間約在清朝，八旗跟綠營都有備配鐮作為近戰的兵器。書中紀錄常見的鐮有燕鐮、手鐮、雞爪鐮、草鐮、魚鐮等。
清朝允祿等所編的《皇朝禮器圖式》收錄有清軍所用的鐮，敘述：「前鋒左翼鐮，錬鐵為之，形如鋤刃，削背俯横置柄首，自刃至背五寸八分，榆木柄長一尺三寸，圍二寸二分，末穿孔繫藍緌。」又稱：「前鋒右翼鐮，錬鐵為之，形如左翼鐮而濶横置柄首，自刃至背五寸，樺木柄長一尺二寸，圍二寸，末裹煖木皮亦穿孔繫藍緌。」

## 武術
鐮作為兵器，也在民間武術界被使用跟研創招式套路，如少林寺的槍鐮跟草鐮、心意六合門的雞爪鐮。
《少林兵器總譜祕本》也收錄了少林寺慣用的兩種鐮：
1. 槍鐮，全長七尺一寸三分，桿長五尺，頭長兩尺一寸三分，明代悟雷、洪榮、廣順。清代清倫、清真、靜樂、貞俊等僧善於此器。
2. 草鐮，全長一尺九寸六分，頭長六寸，寬九分，有尖刃，清代的知容高僧精於此器。

## 其他國家的使用
- 長柄大鐮Scythe
- 鎖鎌
- 戰鐮
- 孟格別圖鐮

## 來源
1. ↑  .   [2023-06-24]. （原始内容存档于2023-06-24）.